# Buse féroce
Buteo rufinus
Espèce
Statut de conservation UICN

 LC  : Préoccupation mineure
Statut CITES
La Buse féroce (Buteo rufinus) est une espèce colorée de rapaces, avec une queue roussâtre et des primaires blanchâtres à bout noir. Elle vole souvent sur place au-dessus des terrains découverts.

## Répartition

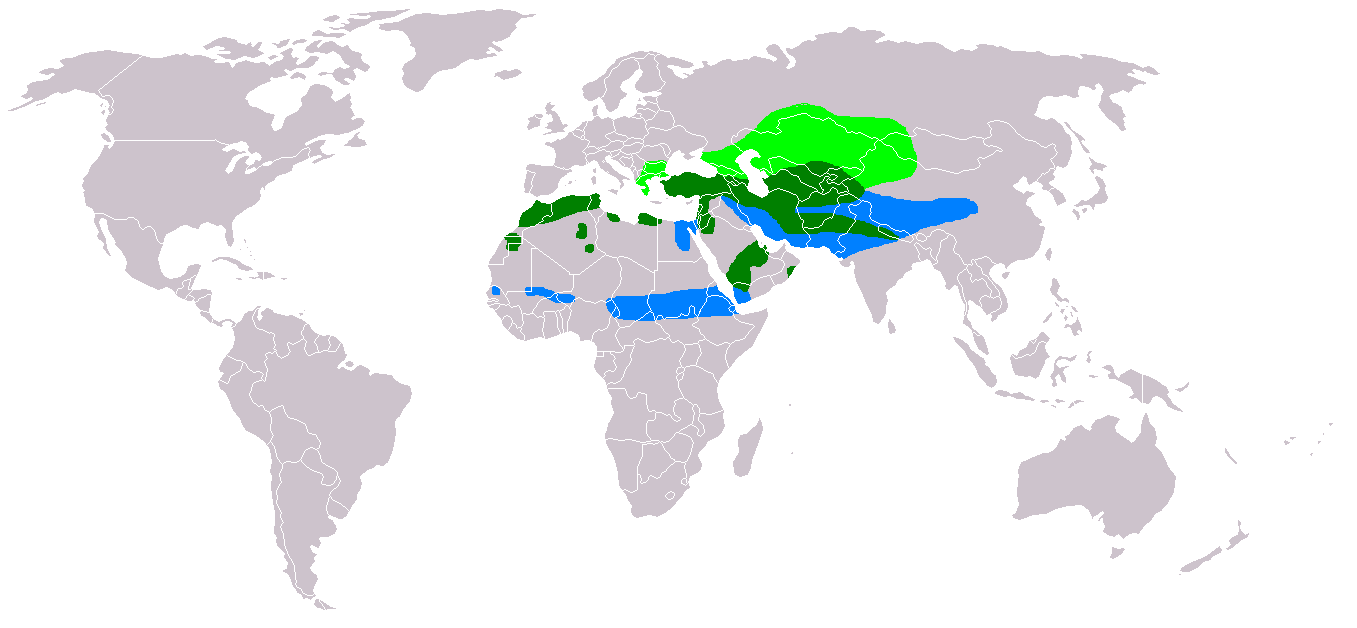
aire de nidification
aire d'habitat permanent
aire d'hivernage

## Sous-espèces

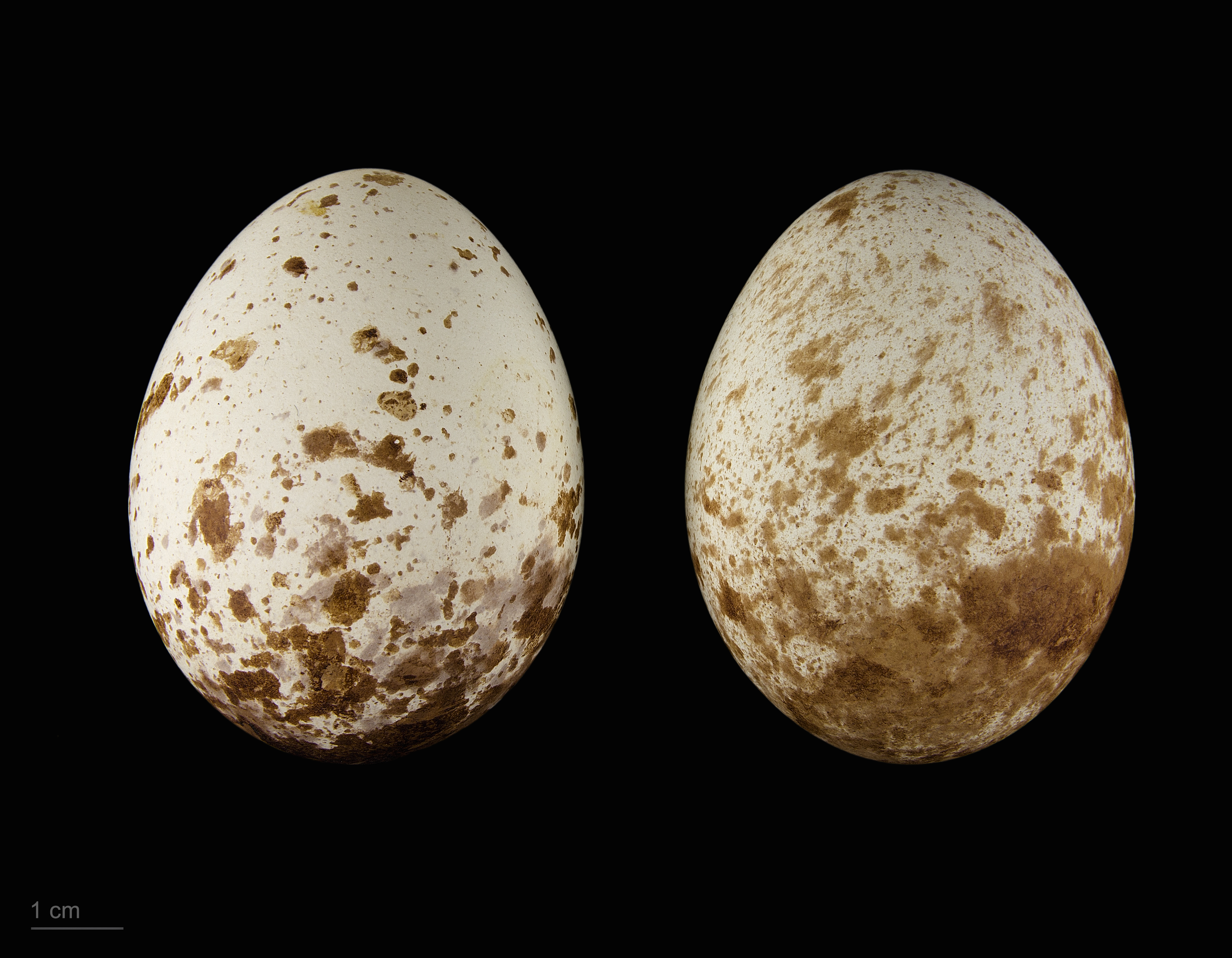
Buteo rufinus cirtensis - MHNT

D'après la classification de référence (version 14.1, 2024) de l'Union internationale des ornithologues, la Buse féroce possède 2 sous-espèces (ordre phylogénique) : 
- Buteo rufinus rufinus (Cretzschmar, 1829) ;
- Buteo rufinus cirtensis (Levaillant, J, 1850).